# Epiplema cervinaria
Epiplema cervinaria är en fjärilsart som beskrevs av Moore 1867. Epiplema cervinaria ingår i släktet Epiplema och familjen Uraniidae. Inga underarter finns listade i Catalogue of Life.